# Gottfried Uhlig
Gottfried Uhlig (* 22. Juli 1928 in Burgstädt; † 18. November 2019) war ein deutscher Pädagoge und Professor für die Geschichte der Pädagogik an der Karl-Marx-Universität Leipzig.

## Leben
Gottfried Uhlig wurde 1928 in Burgstädt als Sohn des kaufmännischen Angestellten Guido Uhlig und dessen Ehefrau Gertrud geboren. Vor Ort besuchte er ab 1935 die Volksschule und von 1939 bis 1943 die Mittelschule, bevor er an die Oberrealschule nach Chemnitz wechselte. Während des Zweiten Weltkriegs war er 1944/45 Luftwaffenhelfer in der Heimatflakbatterie 210/IV und 11/121. Im März 1945 wurde er zum Reichsarbeitsdienst in die Abt. 3/36 einberufen. Nach dem Kriegsende besuchte er von 1945 bis 1947 die Oberschule Burgstädt. Nach Ablegen des Abiturs war er von 1947 bis 1949 als Neulehrer an der Grundschule in Taura tätig. Nach Ablegen seiner 1. Lehrerprüfung studierte er von 1949 bis 1952 an der Pädagogischen Fakultät der Universität Leipzig Geschichte und Germanistik auf Lehramt an Grund- und Mittelschulen. Nach dem erfolgreichen Abschluss seines Studiums nahm er eine Tätigkeit als wissenschaftlicher Assistent am Institut für Systematische Pädagogik, Abteilung Geschichte der Pädagogik auf, an die sich 1954 eine Aspirantur anschloss. Zur Thematik Schulpolitische Kämpfe in Westfalen vor der Revolution von 1848, unter besonderer Berücksichtigung der Tätigkeit Friedrich Harkorts wurde er 1957 zum Dr. paed. promoviert. Nach kurzer Tätigkeit als wissenschaftlicher Assistent bzw. Oberassistent am Institut wurde er 1959 mit einer Wahrnehmungsdozentur für Geschichte der Pädagogik beauftragt und schließlich 1963 zum Hochschuldozenten berufen. Im gleichen Jahr schloss er seine Habilitation zu Der Beginn der antifaschistisch-demokratischen Schulreform im Osten Deutschlands 1945–1946 ab. Von 1965 bis 1991 war er Professor für Geschichte der Pädagogik bzw. Erziehung.

## Ehrungen
- 1954 Medaille für ausgezeichnete Leistungen
- 1954 Carl-Friedrich-Wilhelm-Wander-Medaille (Bronze)
- 1958 Medaille für ausgezeichnete Leistungen
- 1959 Ehrennadel der Karl-Marx-Universität Leipzig
- 1960 Pestalozzi-Medaille (Bronze)
- 1965 Ehrennadel der Gesellschaft für Deutsch-Sowjetische Freundschaft (Silber)
- 1966 Dr.-Theodor-Neubauer-Medaille (Silber)
- 1968 Pestalozzi-Medaille (Silber)
- 1969 Verdienstmedaille der DDR
- 1974 Nationalpreis für Wissenschaft und Technik (III. Klasse)

## Werke (Auswahl)
- Geschichte der Schule in der Deutschen Demokratischen Republik 1945 bis 1968 (mit Karl-Heinz Günther), Volk und Wissen, Berlin 1969. DNB 456838791
- Zur Entwicklung des Volksbildungswesens in der Deutschen Demokratischen Republik in den Jahren 1949–1956, Volk und Wissen, Berlin 1974. DNB 750043865
- Geschichte des sächsischen Schulwesens bis 1600 (= Kleine Sächsische Bibliothek Band 6), Hellerau-Verlag Dresden 1999. ISBN 978-3-910184-65-7